# 539 (szám)
Az 539 (római számmal: DXXXIX) egy természetes szám.

## A szám a matematikában
A tízes számrendszerbeli 539-es a kettes számrendszerben 1000011011, a nyolcas számrendszerben 1033, a tizenhatos számrendszerben 21B alakban írható fel.
Az 539 páratlan szám, összetett szám, kanonikus alakban a 72 · 111 szorzattal, normálalakban az 5,39 · 102 szorzattal írható fel. Hat osztója van a természetes számok halmazán, ezek növekvő sorrendben: 1, 7, 11, 49, 77 és 539.
Az 539 négyzete 290 521, köbe 156 590 819, négyzetgyöke 23,21637, köbgyöke 8,13822, reciproka 0,0018553. Az 539 egység sugarú kör kerülete 3386,63688 egység, területe 912 698,63931 területegység; az 539 egység sugarú gömb térfogata 655 926 088,8 térfogategység.